# Radar P-30
 Le P-30 "Khrustal" (en russe : Хрусталь), également appelé en Occident sous le nom de rapport OTAN « Big Mesh », est un radar 2D bande E/bande F développé et exploité par l'Union soviétique.

## Développement
Le P-30 a été développé par l'Institut de recherche scientifique en ingénierie radio de l'Union (VNIIRT) comme radar d'alerte précocede pour le contrôle au sol et d'interception pour les forces de défense aérienne soviétiques, l'armée de l'air et la marine de l'Union soviétique. Le P-30 était un développement d'une conception de radar antérieure, le radar P-20 avec lequel il partage de nombreuses similitudes. Le radar a été développé sous la direction du concepteur en chef V. Samarin et, en 1955, le radar avait terminé les essais d'État et avait été accepté en service.
En 1958, le P-30 a été amélioré pour offrir une amélioration de 10 à 15 % de la portée de détection ainsi que des améliorations de la fiabilité des systèmes. La variante modernisée est entrée en service en 1959 après l'achèvement des essais d'État. Le P-30 est ensuite remplacé par ses successeurs, les radars P-35 et P-37.

## Description
Le P-30 est un radar semi-mobile composé d'une remorque sur laquelle sont installés la cabine de commande et l'équipement émetteur, de deux camions Zavod Imeno Likhatchiova transportant l'équipement d'alimentation électrique et de remorques d'antennes. Le système d'antenne du P-30 est composé de deux antennes paraboliques tronquées à cadre ouvert assurant à la fois l'émission et la réception. Les deux antennes sont alimentées par un faisceau empilé composé de six cornet d'alimentation. Le radar utilise deux antennes pour déterminer l'altitude cible par le système à faisceau en V avec un balayage azimutal mécanique. L'antenne supérieure est inclinée à un angle de 25 degrés par rapport à l'horizontale, ce qui fait que chaque cible apparaît deux fois sur l'indicateur, la distance entre les deux permet à l'opérateur d'estimer approximativement l'altitude de la cible. Le côté gauche de l'antenne inférieure portait le réseau d'antennes du radar secondaire NRS-20 IFF, qui était utilisé pour identifier les avions détectés comme amis ou ennemis.

## Variantes
- P-30-M (nom de rapport OTAN "Big Bar")[6],[7]

## Opérateurs
Les P-30 ont été exploités par l'Union soviétique à partir de 1955 et, bien qu'ils soient devenus obsolètes depuis, ils ont été transmis aux États successeurs après la chute de l'Union soviétique. Le radar a été exporté et continue de servir dans certaines régions du monde.

## Sources et références
1. ↑  Nance W.H, « Quality Elint », Studies in Intelligence, vol. 12, no 2 (Spring),‎ 1968, p. 7–19
2. ↑  (ru) « история: 1947-1970 гг. » [archive du 20 avril 2008], VNIIRT,‎ 15 janvier 2002 (consulté le 31 janvier 2009)
3. 1 2 3  (ru) « История создания » ,‎ 7 août 2000 (consulté le 10 mai 2024)
4. 1 2  « 'Big Mesh' GCI radar (Russian Federation), Intelligence systems - Direction-finding » [archive du 31 mai 2012], Jane's, 8 juin 2000 (consulté le 31 janvier 2009)
5. 1 2  Wolff, « P-30 'Big Mesh' » [archive du 31 mai 2009], 2008 (consulté le 31 janvier 2009)
6. ↑  (en) English Translation of Technical Description of Display Equipment of the Soviet P-30-M (BIG BAR) Radar (rapport), Central Intelligence Agency, juin 1964 (lire en ligne, consulté le 19 juillet 2023)
7. ↑  History of Strategic Air and Ballistic Missile Defense Volume II, United States Army Center of Military History, 2009, 277-279 p. (lire en ligne)